# Hormathophylla
Genre
Classification phylogénétique
Hormathophylla est un genre de plantes à fleurs de la famille des Brassicaceae.

## Liste d'espèces
- Hormathophylla baetica
- Hormathophylla cadevalliana
- Hormathophylla halimifolia
- Hormathophylla lapeyrousiana
- Hormathophylla longicaulis
- Hormathophylla macrocarpa
- Hormathophylla purpurea
- Hormathophylla pyrenaica
- Hormathophylla reverchonii
- Hormathophylla spinosa